# Kevin Pezzoni
Kevin Pezzoni (Fráncfort del Meno, Hesse, Alemania; 22 de marzo de 1989) es un futbolista alemán. Juega de mediocampista defensivo, y su equipo actual es el SV Wehen Wiesbaden de la 3. Liga alemana.

## Trayectoria
Pezzoni fichó por el Colonia en enero de 2008, después de formar parte durante cinco años de los equipos juveniles del Blackburn Rovers inglés. Antes de fichar por el equipo británico también jugó en las categorías inferiores del Eintracht Frankfurt y del SV Darmstadt 98.

## Selección nacional
Ha sido internacional por la selección de Alemania sub-21.

## Clubes
| Club               | País     | Año           |
| ------------------ | -------- | ------------- |
| 1. FC Colonia      | Alemania | 2008-2012     |
| Erzgebirge Aue     | Alemania | 2012-2013     |
| 1. FC Saarbrücken  | Alemania | 2013-2014     |
| FC Wohlen          | Suiza    | 2014-2015     |
| SV Wehen Wiesbaden | Alemania | 2015-Presente |